# Єльна (Малопольське воєводство)
Єльна (пол. Jelna) — село в Польщі, у гміні Городок-над-Дунайцем Новосондецького повіту Малопольського воєводства.
Населення — 688 осіб (2011).
У 1975-1998 роках село належало до Новосондецького воєводства.

## Демографія
Демографічна структура станом на 31 березня 2011 року:
|          | Загалом | Допрацездатний вік | Працездатний вік | Постпрацездатний вік |
| -------- | ------- | ------------------ | ---------------- | -------------------- |
| Чоловіки | 346     | 120                | 198              | 28                   |
| Жінки    | 342     | 101                | 187              | 54                   |
| Разом    | 688     | 221                | 385              | 82                   |